# Andreas Omminger
Andreas Omminger (* 11. Jänner 1983 in Innsbruck) ist ein ehemaliger österreichischer Skirennläufer und heutiger Trainer. Seine Spezialdisziplin war der Slalom.

## Biografie
Omminger maturierte am Skigymnasium Stams und startete für den SV Navis. Seit 2000 war er im Kader des Österreichischen Skiverbandes (ÖSV). Bei einem FIS-Rennen ging er erstmals im November 1998 an den Start, seit Jänner 2002 war er auch im Europacup regelmäßig am Start. Bei den Juniorenweltmeisterschaften 2003 erreichte er den siebenten Platz im Slalom und den 13. Rang im Riesenslalom. Die Europacupsaison 2004/05 war für Omminger die erfolgreichste. Mit drei Podestplätzen erreichte er Rang 3 in der Slalom-Disziplinenwertung und hatte für die nächste Weltcup-Saison einen Fixstartplatz. Sein bestes Resultat im Weltcup war der 13. Rang im Slalom von Adelboden am 8. Jänner 2006.
Die Saison 2006/07 war von Verletzungen geprägt: Im September riss sich Omminger alle Bänder im rechten Knöchel und nach anhaltenden Rückenproblemen musste er im Februar an den Bandscheiben operiert werden. In den Weltcupsaisonen 2007/08 und 2008/09 konnte er nur in jeweils zwei Rennen punkten. In der Saison 2009/10 kam er nur noch in zwei Weltcuprennen zum Einsatz, in denen er nicht den zweiten Durchgang erreichte. Anfang Februar 2010 beendete er seine aktive Laufbahn als Skirennläufer.
Omminger wechselte zu den Trainern und betreute in der Saison 2010/11 den Bayerischen Landeskader der Damen. In der Saison 2011/12 ist er Leitender Trainer der Lehrgangsgruppe IIb der Damen des Deutschen Skiverbandes.

## Erfolge

### Weltcup
- 2 Platzierungen unter den besten 15

### Europacup
- Saison 2004/05: 3. Slalomwertung
- 3 Podestplätze

### Juniorenweltmeisterschaften
- Briançonnais 2003: 7. Slalom, 13. Riesenslalom

### Weitere Erfolge
- Österreichischer Juniorenmeister im Slalom 2001
- 10 Siege in FIS-Rennen